# Park Narodowy Stenshuvud

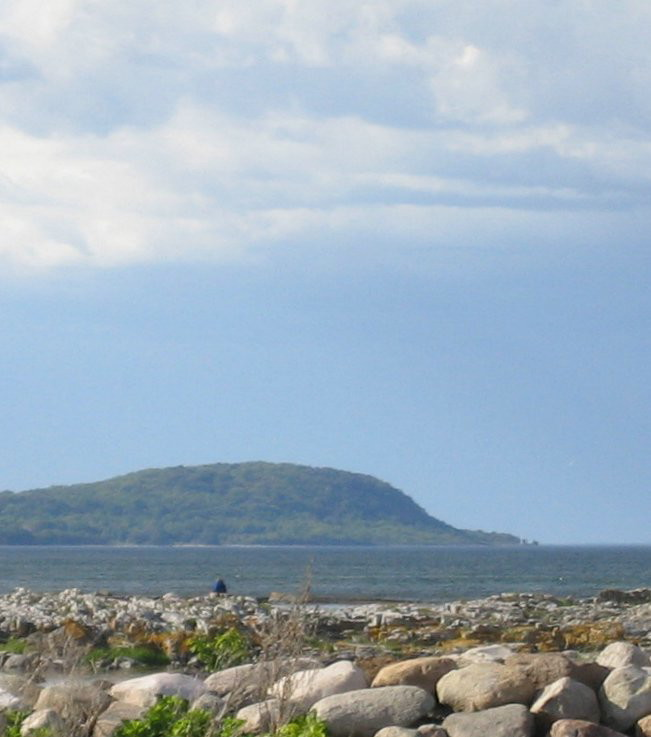
Wzgórze Stenshuvud

Park Narodowy Stenshuvud (szw. Stenshuvud nationalpark) – park narodowy w Szwecji, położony na terenie gminy Simrishamn, w regionie Skania. Został utworzony w 1986 w celu ochrony fragmentu wybrzeża morskiego wraz ze wzgórzem Stenshuvud, górującym nad zatoką Hanöbukten. Park obejmuje także lasy liściaste i wrzosowiska pokrywające stoki wzgórza. Najbliższa miejscowość to Kivik.
Ciepły jak na Szwecję mikroklimat i różnorodność siedlisk sprawiają, że flora parku jest bogata w gatunki. Pomimo niewielkich rozmiarów parku, liczba gatunków sięga 600. Lasy są tworzone głównie przez graby (Carpinus betulus) i buki (Fagus sylvatica). Wiosną, podczas aspektu wiosennego licznie kwitną zawilec gajowy (Anemone nemorosa) oraz zawilec żółty (Anemone ranunculoides). Spośród zwierząt gatunkiem charakterystycznym jest licznie występujący słowik szary (Luscinia luscinia).
Kształt wzgórza jest charakterystycznym punktem na horyzoncie i przez wieki stanowił punkt odniesienia dla żeglarzy pływających po okolicznych wodach. Na terenie parku znaleziono ślady osadnictwa, w tym datowany na V – VI wiek kamienny fort.
Ze Stenshuvud wiążą się także legendy – wzgórze było uważane za miejsce zamieszkania gigantów i trolli.
Główne wejście znajduje się w pobliżu osady Södra Mellby. Przy wejściu na teren parku znajduje się centrum informacyjne „Stenshuvuds Naturum” z ekspozycjami przyrodniczymi i archeologicznymi. Kilka szlaków prowadzi przez teren parku i na szczyt wzgórza.